# Shawky Gharib
Shawky Gharib Bayoumi (en árabe: شوقي غريب) (El-Mahalla El-Kubra, Egipto, 26 de febrero de 1959) es un exfutbolista y actual director técnico egipcio. Dirigió a la  Egipto Sub-23 desde el enero de 2018.

## Trayectoria

### Como futbolista
Shawky Gharib se desempeñó como mediocampista y jugó desde 1978 hasta 1993 en el Ghazl El-Mehalla de su país natal. Fue internacional con la Selección de fútbol de Egipto entre los años 1979 y 1988, donde participó de cuatro Copa Africana de Naciones y fue campeón en la edición 1986. También disputó los Juegos Olímpicos de Los Ángeles 1984.

### Como entrenador
Dirigió a la Selección de fútbol sub-20 de Egipto, que se adjudicó el tercer lugar en la Copa Mundial de Fútbol Juvenil de 2001 realizada en Argentina. Trabajó desde 2004 hasta 2011 como asistente técnico de varios entrenadores en la Selección de fútbol de Egipto. 
Posteriormente, en 2011, fue nombrado entrenador del Smouha Sporting Club y dejó su cargo en 2013, para luego dirigir al Ismaily Sporting Club durante un solo mes. 
En noviembre de 2013, fue nombrado director técnico de la Selección de fútbol de Egipto, en sustitución del estadounidense Bob Bradley. Su etapa al frente de los "faraones" duró apenas un año, ya que fue destituido en noviembre de 2014, al no poder clasificar a Egipto para la Copa África 2015.

## Clubes

### Como futbolista
| Club             | País   | Año         |
| ---------------- | ------ | ----------- |
| Ghazl El-Mehalla | Egipto | 1978 - 1993 |

### Como entrenador
| Club               | País      | Año           |
| ------------------ | --------- | ------------- |
| Egipto Sub-20      | Egipto    | 2000 - 2003   |
| Smouha SC          | Egipto    | 2011 - 2013   |
| Ismaily SC         | Egipto    | 2013          |
| Selección nacional | Egipto    | 2013 - 2014   |
| Selección nacional | Palestina | 2016 - 2017   |
| Egipto Sub-23      | Egipto    | 2018-2021     |
| Egipto             | Egipto    | 2021          |
| El Mokawloon SC    | Egipto    | 2022-presente |

### Como asistente técnico
| Club                | País   | Año         |
| ------------------- | ------ | ----------- |
| Selección de Egipto | Egipto | 2004 - 2011 |

## Palmarés
| Título                    | Club   | País   | Año  |
| ------------------------- | ------ | ------ | ---- |
| Copa Africana de Naciones | Egipto | Egipto | 1986 |